# J&J Snack Foods
J&J Snack Foods Corporation (NASDAQ: JJSF

) er en amerikansk producent af snack foods og frosne drikkevarer. De har hovedkvarter i Pennsauken Township, New Jersey, med over 175 lokaliteter i 44 delstater, samt Mexico og Canada.
JJSFC's portfolio inkluderer soft pretzels, frosne drikkevarer, "frosen" juice, desserter, sandwich, burritos, churros, kager og andet bagværk. I alt har de 25 brands.